# Richárd Guzmics
Richárd Guzmics (ur. 16 kwietnia 1987 w Szombathely) – węgierski piłkarz grający na pozycji obrońcy w węgierskim klubie Mezőkövesdi SE
W latach 2005–2014 występował w węgierskim Szombathelyi Haladás, którego jest wychowankiem. W latach 2014–2017 był piłkarzem Wisły Kraków. Następnie w latach 2017–2019 reprezentował chiński Yanbian Funde. W latach 2019–2020 występował w Slovanie Bratysława. W latach 2012 - 2018 był reprezentantem Węgier.

## Życiorys

### Kariera sportowa
Jest wychowankiem klubu ze swojego rodzinnego miasta Szombathelyi Haladás. Do 2005 roku występował w jego drużynach juniorskich i młodzieżowych. 1 lipca 2005 został na stałe włączony w szeregi pierwszego zespołu. W sezonie 2008/2009 wraz z klubem świętował zajęcie jedynego w historii miejsca na podium ligi Nemzeti Bajnokság I. Łącznie w barwach Haladás występował przez 10 sezonów. 10 września 2014, już jako wolny zawodnik, podpisał kontrakt z Wisłą Kraków. Wcześniej przebywał na testach medycznych w Blackburn Rovers F.C.. W rozgrywkach Ekstraklasy zadebiutował 28 września 2014 w przegranym przez Wisłę 0:1 meczu przeciwko Cracovii. Pierwszego gola dla Wisły zdobył 1 października 2016 w meczu wyjazdowym 11. kolejki Ekstraklasy sezonu 2016/2017 z Wisłą Płock. 6 stycznia 2017 podpisał roczny kontrakt z grającym w Chinese Super League Yanbian Funde.

### Statystyki klubowe
Aktualne na dzień 29 września 2019.
| Klub                 | Sezon              | Liga    | Liga   | Puchar krajowy | Puchar krajowy | Puchar ligowy | Puchar ligowy | Puchar kontynentalny | Puchar kontynentalny | Łącznie | Łącznie |
| Klub                 | Sezon              | Występy | Bramki | Występy        | Bramki         | Występy       | Bramki        | Występy              | Bramki               | Występy | Bramki  |
| -------------------- | ------------------ | ------- | ------ | -------------- | -------------- | ------------- | ------------- | -------------------- | -------------------- | ------- | ------- |
| Szombathelyi Haladás |                    |         |        |                |                |               |               |                      |                      |         |         |
| 2004/2005            | 7                  | 0       | 0      | 0              | 0              | 0             | 0             | 0                    | 5                    | 0       |         |
| 2005/2006            | 24                 | 1       | 0      | 0              | 0              | 0             | 0             | 0                    | 24                   | 1       |         |
| 2006/2007            | 25                 | 2       | 0      | 0              | 0              | 0             | 0             | 0                    | 25                   | 2       |         |
| 2007/2008            | 25                 | 2       | 0      | 0              | 0              | 0             | 0             | 0                    | 25                   | 2       |         |
| 2008/2009            | 30                 | 1       | 4      | 1              | 1              | 0             | 0             | 0                    | 35                   | 2       |         |
| 2009/2010            | 29                 | 1       | 3      | 0              | 1              | 0             | 4             | 0                    | 37                   | 1       |         |
| 2010/2011            | 28                 | 0       | 2      | 0              | 2              | 0             | 0             | 0                    | 32                   | 0       |         |
| 2011/2012            | 27                 | 0       | 2      | 0              | 2              | 0             | 0             | 0                    | 31                   | 0       |         |
| 2012/2013            | 28                 | 0       | 0      | 0              | 1              | 0             | 0             | 0                    | 29                   | 0       |         |
| 2013/2014            | 26                 | 1       | 1      | 0              | 3              | 0             | 0             | 0                    | 30                   | 1       |         |
| Łącznie              | 249                | 8       | 12     | 1              | 10             | 0             | 4             | 0                    | 275                  | 9       |         |
| Wisła Kraków         |                    |         |        |                |                |               |               |                      |                      |         |         |
| 2014/2015            | 21                 | 0       | 1      | 0              | —              | —             | 0             | 0                    | 22                   | 0       |         |
| 2015/2016            | 33                 | 0       | 0      | 0              | —              | —             | 0             | 0                    | 33                   | 0       |         |
| 2016/2017            | 11                 | 1       | 2      | 0              | —              | —             | 0             | 0                    | 13                   | 1       |         |
| Łącznie              | 65                 | 1       | 3      | 0              | —              | —             | 0             | 0                    | 68                   | 1       |         |
| Yanbian Funde        |                    |         |        |                |                |               |               |                      |                      |         |         |
| 2017                 | 19                 | 1       | 0      | 0              | —              | —             | 0             | 0                    | 19                   | 1       |         |
| 2018                 | 18                 | 1       | 0      | 0              | —              | —             | 0             | 0                    | 18                   | 1       |         |
| Łącznie              | 37                 | 2       | 0      | 0              | —              | —             | 0             | 0                    | 37                   | 2       |         |
| Slovan Bratysława    | 2018/2019          | 10      | 0      | 0              | 0              | —             | —             | 0                    | 0                    | 0       | 0       |
| Slovan Bratysława    | 2019/2020          | 3       | 0      | 0              | 0              | —             | —             | 0                    | 0                    | 0       | 0       |
| Slovan Bratysława    | Łącznie            | 13      | 0      | 0              | 0              | —             | —             | 0                    | 0                    | 13      | 0       |
| Łącznie w karierze   | Łącznie w karierze | 364     | 11     | 15             | 1              | 10            | 0             | 4                    | 0                    | 393     | 12      |

- źródło:

### Gra w reprezentacji
Występował w kadrach Węgier w kategoriach U-19 i U-21. W seniorskiej reprezentacji zadebiutował 14 listopada 2012 w przegranym 0:2 meczu przeciwko Norwegii, który został rozegrany w Budapeszcie. Wszedł wówczas na boisko w 74. minucie, zmieniając Rolanda Juhásza. Swojego pierwszego gola w reprezentacji zdobył 7 września 2015 w meczu przeciwko Irlandii Północnej. Grał w pełnym wymiarze czasu w obu meczach barażowych przeciwko Norwegii o awans na Euro 2016, które ostatecznie dały awans Węgrom.

## Życie prywatne
Mówi po angielsku i polsku. Jak sam przyznał w wywiadzie dla Dziennika Polskiego, jak najszybsza nauka tego drugiego była dla niego ważnym celem od początku pobytu w Polsce. Po trzech miesiącach był w stanie porozumiewać się. Udziela wywiadów po polsku. Rozumie też niemiecki.

## Sukcesy

### Slovan Bratysława
- Mistrz Słowacji: 2018/2019[13]